# Panzerregiment 31
Het Panzerregiment 31 was een Duits tankregiment van de Wehrmacht tijdens de Tweede Wereldoorlog.

## Krijgsgeschiedenis

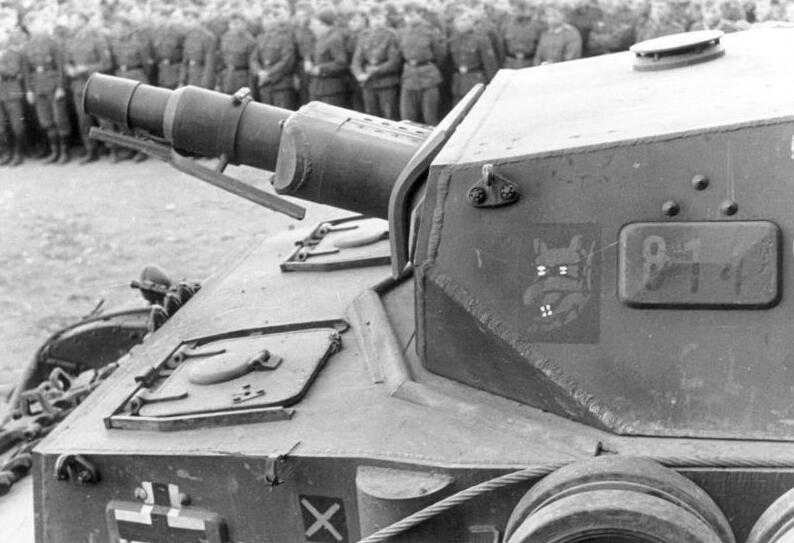
Panzer IV van het regiment in Rusland, juli 1942 met duidelijk zichtbaar het regimentssymbool, de rode duivel

Panzerregiment 31 werd opgericht op 10 november 1938 in Jägerndorf in Wehrkreis VIII.
Het regiment maakte vanaf vlak na oprichting deel uit van de 5e Pantserdivisie en bleef dat gedurende zijn hele bestaan.
Het regiment capituleerde (met de rest van de divisie) op 16 april 1945 bij Peyse in Samland. Resten van het regiment kwamen nog naar Pillau en later nog naar de Frische Nehrung. Op de Nehrung kwamen nog aan 6 Pz IV, 1 JgPz IV, 1 JgPz V, 1 Panther en 2 Tiger. 

## Samenstelling bij mobilisering
- I. Abteilung met 3 compagnieën (1-3)
- II. Abteilung met 3 compagnieën (4-6)

## Wijzigingen in samenstelling
Op 10 juli 1941 werd de 5e compagnie afgegeven aan de Pz.Abt. 212 en bleef op Kreta. Een nieuwe 5e compagnie werd vervolgens gevormd.

Op 1 augustus 1941 werd het regiment uitgebreid tot 8 compagnieën.

Op 5 mei 1943 werd de I. Abteilung in Heimat omgevormd naar de Panther en kwam pas in juni 1944 terug bij het regiment (was intussen wel bij Heeresgruppe Süd separaat ingezet).

In november 1943 kreeg het regiment een III. (ital.) Abteilung toegevoegd, die echter in september 1944 weer opgeheven werd.

## Opmerkingen over schrijfwijze
- Abteilung is in dit geval in het Nederlands een tankbataljon.
- II./Pz.Rgt. 31 = het 2e Tankbataljon van Panzerregiment 31

## Commandanten
| Rang                                         | Naam                             | Begin            | Eind              |
| -------------------------------------------- | -------------------------------- | ---------------- | ----------------- |
| Oberst                                       | WalterSchuckelt                  | 10 november 1938 | 2 september 1939  |
| Oberstleutnant Oberst (vanaf 1 oktober 1939) | Paul-Hermann Werner              | 2 september 1939 | 30 juni 1940 †    |
| Oberstleutnant Oberst (vanaf 1 april 1942)   | Gustav Freiherr von Bodenhausen  | juli 1940        | 18 januari 1943   |
| Oberst                                       | Schanze                          | 1 maart 1943     | 1 november 1943   |
| Oberst                                       | Rolf Lippert                     | 1 november 1943  | 28 juli 1944      |
| Oberst                                       | Joachim Martin Constantin Sander | 22 augustus 1944 | 3 november 1944 † |
| Oberstleutnant                               | Hoppe                            | januari 1945     | 16 april 1945     |

Oberst Werner kreeg een hartaanval tijdens baden in de Atlantische Oceaan bij Brest en stierf enkele dagen later op 30 juni 1940.

Oberst Sander sneuvelde bij Goldap in Oost-Pruisen.
Panzerregiment 1 · Panzerregiment 2 · Panzerregiment 3 · Panzerregiment 4 · Panzerregiment 5 · Panzerregiment 6 · Panzerregiment 7 · Panzerregiment 8 · Panzerregiment 9 · Panzerregiment 10 · Panzerregiment 11 · Panzerregiment 15 · Panzerregiment 16 · Panzerregiment 17 · Panzerregiment 18 · Panzerregiment 21 · Panzerregiment 22 · Panzerregiment 23 · Panzerregiment 24 · Panzerregiment 25 · Panzerregiment 26 · Panzerregiment 27 · Panzerregiment 28 · Panzerregiment 29 · Panzerregiment 31 · Panzerregiment 33  · Panzerregiment 35 · Panzerregiment 36 · Panzerregiment 39 · Panzerregiment 69 · Panzerregiment 80 · Panzerregiment 100 · Panzerregiment 101 · Panzerregiment 102 · Panzerregiment 116 · Panzerregiment 118 · Panzer-Lehr-Regiment 130 · Panzerregiment 201 · Panzerregiment 202 · Panzerregiment 203 · Panzerregiment 204 · Schweres Panzer-Regiment Bäke · Panzerregiment Brandenburg · Panzerregiment Coburg · Panzerregiment Feldherrnhalle · Panzerregiment Feldherrnhalle 2 · Panzerregiment Hermann Göring · Panzerregiment Großdeutschland · Panzerregiment Kurmark · Panzerregiment von Lauchert · Panzerregiment Major Rettemeier · Fallschirm-Panzerregiment 1 · Fallschirm-Panzerregiment 21 · SS-Panzerregiment 1 LSSAH · SS-Panzerregiment 2 · SS-Panzerregiment 3 · SS-Panzerregiment 5 · SS-Panzerregiment 9 · SS-Panzerregiment 10 · SS-Panzerregiment 11 · SS-Panzerregiment 12